# Unione Sportiva Pontedera 1994-1995
Questa voce raccoglie le informazioni riguardanti l'Unione Sportiva Pontedera nelle competizioni ufficiali della stagione 1994-1995.

## Rosa
| N. |                   | Ruolo | Calciatore         |
| -- | ----------------- | ----- | ------------------ |
|    | Italia (bandiera) | D     | Daniele Allori     |
|    | Italia (bandiera) | C     | Andrea Ardito      |
|    | Italia (bandiera) | D     | Gino Balli         |
|    | Italia (bandiera) | C     | Marco Bertelli     |
|    | Italia (bandiera) | D     | Andrea Capecchi    |
|    | Italia (bandiera) | A     | Claudio Cecchini   |
|    | Italia (bandiera) | D     | Duccio Innocenti   |
|    | Italia (bandiera) | C     | Franco Marchegiani |
|    | Italia (bandiera) | P     | Mauro Marchisio    |
|    | Italia (bandiera) | A     | Massimiliano Memmo |

| N. |                   | Ruolo | Calciatore        |
| -- | ----------------- | ----- | ----------------- |
|    | Italia (bandiera) | A     | Paolo Mollica     |
|    | Italia (bandiera) | C     | Marco Moro        |
|    | Italia (bandiera) | C     | Paolo Moschetti   |
|    | Italia (bandiera) | D     | Emilio Paradiso   |
|    | Italia (bandiera) | C     | Stefano Pontis    |
|    | Italia (bandiera) | A     | Daniele Randazzo  |
|    | Italia (bandiera) | D     | Michele Riberti   |
|    | Italia (bandiera) | P     | Gianluca Riommi   |
|    | Italia (bandiera) | D     | Riccardo Rocchini |
|    | Italia (bandiera) | C     | Matteo Rossi      |

## Risultati

### Campionato

#### Girone di andata
| 28 agosto 1994 1ª giornata | Ischia Isolaverde | 1 – 4 | Pontedera |  |

| 4 settembre 1994 2ª giornata | Pontedera | 0 – 0 | Gualdo |  |

| 11 settembre 1994 3ª giornata | Nola | 2 – 1 | Pontedera |  |

| 18 settembre 1994 4ª giornata | Pontedera | 2 – 0 | Atletico Catania |  |

| 25 settembre 1994 5ª giornata | Siracusa | 1 – 1 | Pontedera |  |

| 2 ottobre 1994 6ª giornata | Pontedera | 1 – 0 | Chieti |  |

| 9 ottobre 1994 7ª giornata | Pontedera | 1 – 1 | Lodigiani |  |

| 16 ottobre 1994 8ª giornata | Siena | 1 – 1 | Pontedera |  |

| 23 ottobre 1994 9ª giornata | Pontedera | 1 – 3 | Barletta |  |

| 6 novembre 1994 10ª giornata | Trapani | 1 – 0 | Pontedera |  |

| 13 novembre 1994 11ª giornata | Sora | 2 – 0 | Pontedera |  |

| 20 novembre 1994 12ª giornata | Pontedera | 4 – 1 | Casarano |  |

| 27 novembre 1994 13ª giornata | Reggina | 1 – 0 | Pontedera |  |

| 4 dicembre 1994 14ª giornata | Pontedera | 2 – 2 | Empoli |  |

| 11 dicembre 1994 15ª giornata | Avellino | 4 – 0 | Pontedera |  |

| 18 dicembre 1994 16ª giornata | Pontedera | 0 – 0 | Turris |  |

| 30 dicembre 1994 17ª giornata | Juventus Stabia | 1 – 0 | Pontedera |  |

#### Girone di ritorno
| 8 gennaio 1995 18ª giornata | Pontedera | 2 – 2 | Ischia Isolaverde |  |

| 22 gennaio 1995 19ª giornata | Gualdo | 2 – 0 | Pontedera |  |

| 29 gennaio 1995 20ª giornata | Pontedera | 0 – 0 | Nola |  |

| 19 febbraio 1995 21ª giornata | Atletico Catania | 1 – 0 | Pontedera |  |

| 26 febbraio 1995 22ª giornata | Pontedera | 0 – 0 | Siracusa |  |

| 5 marzo 1995 23ª giornata | Chieti | 1 – 0 | Pontedera |  |

| 12 marzo 1995 24ª giornata | Lodigiani | 0 – 0 | Pontedera |  |

| 19 marzo 1995 25ª giornata | Pontedera | 1 – 0 | Siena |  |

| 26 marzo 1995 26ª giornata | Barletta | 1 – 2 | Pontedera |  |

| 2 aprile 1995 27ª giornata | Pontedera | 0 – 1 | Trapani |  |

| 9 aprile 1995 28ª giornata | Pontedera | 0 – 0 | Sora |  |

| 23 aprile 1995 29ª giornata | Casarano | 1 – 2 | Pontedera |  |

| 30 aprile 1995 30ª giornata | Pontedera | 0 – 1 | Reggina |  |

| 7 maggio 1995 31ª giornata | Empoli | 2 – 0 | Pontedera |  |

| 14 maggio 1995 32ª giornata | Pontedera | 0 – 2 | Avellino |  |

| 21 maggio 1995 33ª giornata | Turris | 2 – 1 | Pontedera |  |

| 28 maggio 1995 34ª giornata | Pontedera | 1 – 1 | Juventus Stabia |  |